# Pedicularis porriginosa
Pedicularis porriginosa är en snyltrotsväxtart som beskrevs av Tsoong. Pedicularis porriginosa ingår i släktet spiror, och familjen snyltrotsväxter. Inga underarter finns listade i Catalogue of Life.